# Simning vid olympiska sommarspelen 1964
Simningen vid olympiska sommarspelen 1964 i Tokyo bestod av arton grenar, tio för män och åtta för kvinnor, och hölls mellan den 11 och 18 oktober 1964 i Yoyogi National Gymnasium. Antalet deltagare var 405 tävlande från 42 länder. För första gången fanns 4 x 100 meter fristil för herrar och 400 meter individuell medley för både herrar och damer med på programmet.

## Medaljfördelning
| Pl. | Nation                 | Guld | Silver | Brons | Totalt |
| --- | ---------------------- | ---- | ------ | ----- | ------ |
| 1   | USA                    | 13   | 8      | 8     | 29     |
| 2   | Australien             | 4    | 1      | 4     | 9      |
| 3   | Sovjetunionen          | 1    | 1      | 2     | 4      |
| 4   | Tysklands förenade lag | 0    | 4      | 2     | 6      |
| 5   | Nederländerna          | 0    | 2      | 1     | 3      |
| 6   | Frankrike              | 0    | 1      | 0     | 1      |
| 6   | Storbritannien         | 0    | 1      | 0     | 1      |
| 8   | Japan                  | 0    | 0      | 1     | 1      |

## Medaljörer

### Damer
| Gren                         | Guld                                                             | Silver                                                           | Brons                                                                                 |
| 100 m frisim Detaljer...     | Dawn Fraser Australien                                           | Sharon Stouder USA                                               | Kathleen Ellis USA                                                                    |
| 400 m frisim Detaljer...     | Virginia Duenkel USA                                             | Marilyn Ramenofsky USA                                           | Terri Stickles USA                                                                    |
| 100 m ryggsim Detaljer...    | Cathy Ferguson USA                                               | Kiki Caron Frankrike                                             | Virginia Duenkel USA                                                                  |
| 200 m bröstsim Detaljer...   | Galina Prozumensjtjikova Sovjetunionen                           | Claudia Kolb USA                                                 | Svetlana Babanina Sovjetunionen                                                       |
| 100 m fjäril Detaljer...     | Sharon Stouder USA                                               | Ada Kok Nederländerna                                            | Kathleen Ellis USA                                                                    |
| 400 m medley Detaljer...     | Donna de Varona USA                                              | Sharon Finneran USA                                              | Martha Randall USA                                                                    |
| 4 x 100 m frisim Detaljer... | USA Sharon Stouder Donna de Varona Lillian Watson Kathleen Ellis | Australien Robyn Thorn Janice Murphy Lynette Bell Dawn Fraser    | Nederländerna Pauline van der Wildt Toos Beumer Winnie van Weerdenburg Erica Terpstra |
| 4 x 100 m medley Detaljer... | USA Cathy Ferguson Cynthia Goyette Sharon Stouder Kathleen Ellis | Nederländerna Corrie Winkel Klenie Bimolt Ada Kok Erica Terpstra | Sovjetunionen Tatjana Saveljeva Svetlana Babanina Tetiana Devjatova Natalja Ustinova  |

### Herrar
| Gren                         | Guld                                                     | Silver                                                                                      | Brons                                                           |
| 100 m frisim Detaljer...     | Don Schollander USA                                      | Robert McGregor Storbritannien                                                              | Hans-Joachim Klein Tysklands förenade lag                       |
| 400 m frisim Detaljer...     | Don Schollander USA                                      | Frank Wiegand Tysklands förenade lag                                                        | Allan Wood Australien                                           |
| 1500 m frisim Detaljer...    | Bob Windle Australien                                    | John Nelson USA                                                                             | Allan Wood Australien                                           |
| 200 m ryggsim Detaljer...    | Jed Graef USA                                            | Gary Dilley USA                                                                             | Robert Bennett USA                                              |
| 200 m bröstsim Detaljer...   | Ian O'Brien Australien                                   | Heorhij Prokopenko Sovjetunionen                                                            | Chet Jastremski USA                                             |
| 200 m fjäril Detaljer...     | Kevin Berry Australien                                   | Carl Robie USA                                                                              | Fred Schmidt USA                                                |
| 400 m medley Detaljer...     | Richard Roth USA                                         | Roy Saari USA                                                                               | Gerhard Hetz Tysklands förenade lag                             |
| 4 x 100 m frisim Detaljer... | USA Stephen Clark Mike Austin Gary Ilman Don Schollander | Tysklands förenade lag Horst Löffler Frank Wiegand Uwe Jacobsen Hans-Joachim Klein          | Australien David Dickson Peter Doak John Ryan Bob Windle        |
| 4 x 200 m frisim Detaljer... | USA Stephen Clark Roy Saari Gary Ilman Don Schollander   | Tysklands förenade lag Horst-Günther Gregor Gerhard Hetz Frank Wiegand Hans-Joachim Klein   | Japan Makoto Fukui Kunihiro Iwasaki Toshio Shoji Yukiaki Okabe  |
| 4 x 100 m medley Detaljer... | USA Harold Mann William Craig Fred Schmidt Stephen Clark | Tysklands förenade lag Ernst Küppers Egon Henninger Horst-Günther Gregor Hans-Joachim Klein | Australien Peter Reynolds Ian O'Brien Kevin Berry David Dickson |